# چهارشنبه (فیلم)
چهارشنبه فیلمی به کارگردانی سروش محمدزاده، نویسندگی سروش محمدزاده و پیمان ناجی و تهیه‌کنندگی یوسف وجدان‌دوست محصول سال ۱۳۹۴ ایران است.
این فیلم از تاریخ ۲۴ اسفند ۱۳۹۴ در سینماهای ایران در گروه هنر و تجربه اکران شده است.
فیلم «چهارشنبه» در بخش هنر و تجربه‌ی سی و چهارمین جشنواره‌ی فیلم فجر به شدت مورد توجه و تحسین منتقدان قرار گرفت.همچنین آرمان درویش در نظرسنجی منتقدان مجله‌ی فیلم به همراه نوید محمدزاده به‌عنوان بهترین بازیگران نقش مکمل مرد جشنواره، برگزیده شدند.

## جوایز و نامزدها
| سال  | جشنواره                       | جایزه                               | دریافت‌کننده   | نتیجه | منبع  |
| ---- | ----------------------------- | ----------------------------------- | ------------- | ----- | ----- |
| ۱۳۹۴ | سی و چهارمین جشنواره فیلم فجر | بهترین کارگردانی از بخش هنر و تجربه | سروش محمدزاده | برنده | [ ۳ ] |

## خلاصه
در مراسم عروسی یک اتفاق ناگهانی باعث کشته شدن پدر خانواده می‌شود. یکی از اعضای خانواده مقتول به دنبال این است که بر هر شکل قصاص انجام شود و بخش دیگری از اعضای خانواده در برابر این خواسته مقاومت می‌کنند. کشمکش میان این دو گروه باعث شکل‌گیری شرایطی می‌شود که همه را درگیر می‌کند.

## بازیگران
- شهاب حسینی
- آرمان درویش
- نسیم ادبی
- هستی مهدوی
- امیرحسین شام بیاتی
- الهام حاج فتحعلی
- نیما راد
- پیام اینالویی
- گیتی قاسمی
- فرخنده فرمانی‌زاده
- رسول ادهمی